# Dibutylzinnhydrid
Dibutylzinnhydrid ist eine zinnorganische Verbindung, konkret eine Dibutylzinn-Verbindung.

## Herstellung
Dibutylzinnhydrid kann durch Reduktion von Dibutylzinndichlorid mit Lithiumaluminiumhydrid gewonnen werden.

## Reaktionen
Die Addition von Dibutylzinnhydrid an zwei Moleküle eines terminalen Alkins wie 1-Octin oder 3-Phenylpropin in Gegenwart von Zirconium(IV)-chlorid ergibt Organozinnverbindungen mit zwei (Z)-Vinylengruppen. Ein besonderes Beispiel für eine solche Reaktion ist die mit Penta-1,4-diin, bei der beide Alkingruppen zum selben Molekül gehören. So wird Dibutylstannacyclohexadien erhalten. Aus diesem können durch Austausch der Dibutylzinngruppe mit Phosphortribromid, Arsentrichlorid, Antimontrichlorid oder Bismuttrichlorid und anschließende Aromatisierung die höheren Homologen von Pyridin erhalten werden: Phosphabenzol, Arsabenzol, Stibabenzol und Bismabenzol.
Durch Reaktion von Dibutylzinnhydrid mit Dibutylzinndichlorid wird Dibutylzinnhydridchlorid erhalten, das für Hydrostannylierungen verwendet werden kann und reaktiver ist als Dibutylzinnhydrid oder Tributylzinnhydrid. Dibutylzinnhydrid kann an Tetrafluorethylen addieren, wobei dieses in die Sn-H-Bindungen insertiert.